# سمیر بنوت
سمیر بنوت (عربی: سمير بنّوت؛ زادهٔ ۷ نوامبر ۱۹۵۵) مربی و بدن‌ساز حرفه‌ای سابق لبنانی است. او عنوان مستر المپیا سال ۱۹۸۳ را دریافت کرد.

## عنوان‌های قهرمانی
- ۱۹۷۹ بهترین جهان (آماتور)
- ۱۹۷۹ قهرمانی آماتور جهان، رده نیمه‌سنگین وزن
- ۱۹۸۳ مستر المپیا
- ۱۹۸۵ قهرمانی جهان دبلیو. ای. بی. بی. ای.
- ۱۹۸۶ قهرمانی جهان دبلیو. ای. بی. بی. ای.
- ۱۹۹۰ دعوتی حرفه‌ای پیتسبورگ